# BET1
BET1 (англ. Bet1 golgi vesicular membrane trafficking protein) – білок, який кодується однойменним геном, розташованим у людей на короткому плечі 7-ї хромосоми. Довжина поліпептидного ланцюга білка становить 118 амінокислот, а молекулярна маса — 13 289.
| 10         |  | 20         |  | 30         |  | 40         |  | 50         |
| ---------- |  | ---------- |  | ---------- |  | ---------- |  | ---------- |
| MRRAGLGEGV |  | PPGNYGNYGY |  | ANSGYSACEE |  | ENERLTESLR |  | SKVTAIKSLS |
| IEIGHEVKTQ |  | NKLLAEMDSQ |  | FDSTTGFLGK |  | TMGKLKILSR |  | GSQTKLLCYM |
| MLFSLFVFFI |  | IYWIIKLR   |  |            |  |            |  |            |

A: Аланін

C: Цистеїн

D: Аспарагінова кислота

E: Глутамінова кислота

F: Фенілаланін

G: Гліцин

H: Гістидин

I: Ізолейцин

K: Лізин

L: Лейцин

M: Метіонін

N: Аспарагін

P: Пролін

Q: Глутамін

R: Аргінін

S: Серин

T: Треонін

V: Валін

W: Триптофан

Кодований геном білок за функцією належить до фосфопротеїнів. 
Задіяний у таких біологічних процесах, як транспорт, транспорт білків, транспорт між ендоплазматичним ретикулумом і апаратом Гольджі, альтернативний сплайсинг. 
Локалізований у мембрані, ендоплазматичному ретикулумі, апараті гольджі.